# Давуд, Диая Аль-Дин
Диаа ад-Дин Давуд (имя также пишется Дия ад-Дин Давуд или Диаэддин Давуд; 26 марта 1926 года — 6 апреля 2011 года) был египетским политиком и активистом. Он является основателем Арабской демократической насеристской партии, занимал пост её генерального секретаря с 1992 по ноябрь 2010 года.

## Молодость и юридическая карьера
Давуд родился и вырос в деревне Аль-Рода в дельте Нила в мухафазе Думьят. В то время многие жители аль-Роды были бедными, хотя семья Давуда жила в относительно лучших условиях, имея около 100 фадданов земли. Большая часть земель деревни принадлежала Мохаммеду Абдель Халиму Халиму, турецкому родственнику тогдашнего короля Фарука. Давуд вырос, возмущаясь тем, что он видел эксплуатацию жителей аль-Роды королевской аристократией и плохие условия жизни в его деревне.
В интервью Al Ahram Weekly Давуд утверждал, что он был единственным человеком из Аль-Роды, который учился в университете в 1940-х годах. Он провёл 1946 год, обучаясь на юридическом факультете Александрийского университета, прежде чем был принят в Университет короля Фуада в Каире в 1947 году. В 1950 году окончил юридический факультет. Он ненадолго присоединился к «Братьям-мусульманам» во время учёбы в университете короля Фуада, но вскоре покинул их из-за своего разочарования в том, что он называл «абсолютистским религиозным мышлением». Во время учёбы в университете Давуд интересовался социализмом и политической активностью, вступив в 1946 году в Национальную партию, возглавляемую Абд аль-Рахманом ар-Рафаи. В том же году студенты юридического факультета Александрийского университета устроили акцию протеста против британского военного присутствия в Александрии, что побудило египетские силы безопасности подавить демонстрацию, убив двух однокурсников Давуда. На следующий день британские военные казармы подверглись нападению студентов, в результате чего университет был закрыт до октября.
Давуд начал свою юридическую практику, работая в фирме в Фарискуре, городе, расположенном недалеко от его малой родины. Он продолжил свою юридическую практику в мухафазе Думьят после египетской революции 1952 года, когда Движение свободных офицеров свергло монархию короля Фарука. Давуд приветствовал революцию и покинул Национальную партию, считая партийную систему «политически несостоятельной и не имеющей решений, которые помогли бы стране избежать продолжающегося политического и социально-экономического кризиса». Когда в 1953 году «Свободные офицеры», управлявшие Советом революционного командования, установили однопартийную систему, при этом «Собрание освобождения» было единственным легальным политическим движением в государстве, Давуд присоединился к нему. Национальный союз заменил «Собрание освобождения» в 1956 году.

## Политическая карьера

### Министерские и партийные кадры
В 1962 году новой правящей партией стал Арабский социалистический союз. Два года спустя Давуд завершил свою юридическую карьеру, стал местным партийным чиновником в отделении Союза в мухафазе Думьят и членом местного совета. Также в 1964 году он выставил свою кандидатуру на парламентских выборах, выиграв место в Фарискуре. После этого президент Гамаль Абдель Насер назначил его секретарем Исполнительного бюро Арабского социалистического союза в Думьят.
Давуд был избран в Высший исполнительный комитет Союза в составе восьми членов на партийных выборах в 1968 году, получив 104 голоса, отставая от Анвара Садата, Махмуда Фавзи, Хусейна аль-Шафеи и Али Сабри. Он был связан с левой фракцией Сабри, и его избрание в Союз было замечено наблюдателями как усиление позиции Сабри, который получил наибольшее количество голосов внутри партии. Впоследствии Давуд был назначен министром социальных дел в кабинете премьер-министра Насера; Насер взял на себя дополнительную роль премьер-министра в 1967 году.

### Конфликт с Садатом
На частной встрече с вице-президентом и спикером парламента Садатом, главным редактором газеты Аль-Ахрам Мохамедом Хассанейном Хейкалом и пресс-секретарем партии Халедом Мохиэддином во время Конгресса Арабского социалистического союза 1968 года Давуд вступил в спор с Садатом, обвинив его в том, что он «развращает парламентскую жизнь Египта». Хейкал сообщил Насеру об опасениях Давуда, и Насер разделил их. Позднее в том же году Насер назначил спикером Лабиба Шукаира.
После смерти Насера в сентябре 1970 года Садат сменил его на посту президента. Садат столкнулся с противодействием Давуда и членов лагеря Сабри, которые предпочли форму коллективного руководства для заполнения политического вакуума, оставленного Насером. Напряжение между двумя сторонами было первоначально ослаблено, когда Садат объявил о своём предпочтении коллективного руководства во время своей инаугурационной речи. Конфликт между фракциями сторонников и антисадатов возобновился в апреле 1971 года, когда члены Высшего исполнительного комитета проголосовали 5 голосами против 3 против соглашения Садата о создании федерации с Ливией и Сирией, причём Давуд был одним из противников. Во время этой встречи Давуд также призвал Садата уйти с поста президента. Не одобряя политику Садата, которую они рассматривали как противоречащую целям египетской революции 1952 года и наследию Насера, члены просабрианской фракции, включая Давуда, 13 мая заявили о своей отставке.
Позже в том же месяце Садат объявил, что члены просабрианской фракции организовали переворот, чтобы свергнуть его, и приказал арестовать Сабри и его союзников, включая Давуда. В сентябре Давуд предстал перед судом вместе с 91 другим должностным лицом Арабского социалистического союза. Давуд был приговорён к 10 годам тюремного заключения, в то время как Сабри был приговорён к смертной казни, которую Садат заменил пожизненным заключением. Арест и заключение в тюрьму видных членов партии рассматривалось Садатом как чистка, причём не обязательно от насеристов, а как от влиятельных членов партийного руководства, выступавших против его правления. Чистка была частью более широкой монополизации власти Садатом, известной как «Исправительное движение».

### Насеристская партия и эпоха Мубарака
В 1987 году, в период ограниченной политической разрядки, предложенной президентом Хосни Мубараком (годы правления 1981-2011), насеристские противники Садата из Арабского социалистического союза (он был распущен в 1978 году), включая Давуда, который к тому времени был освобождён из тюрьмы, основали Арабскую демократическую насеристскую партию. Давуд был выбран генеральным секретарём партии. Партия позиционировала себя как сторонников наследия Насера, призывая к экономическому росту под руководством государства, отказу от сионизма и американского империализма и к более тесным межарабским связям.
Когда администрация Мубарака выступила против возвращения Давуда в политику из-за его осуждения в 1971 году, Давуд подал апелляцию в Высший конституционный суд (ВКС), оспаривая это конкретное положение закона. Давуду удалось доказать, что данное положение противоречит статьям 66 и 187 Конституции, поскольку оно является формой наказания с обратной силой и лишает человека политических прав. ВКС аннулировал это положение. Однако когда Арабская демократическая насеристская партия стремилась легализоваться в качестве партии, их заявление было отклонено Комитетом по делам партий из-за отказа Насеристской партии от Кэмп-Дэвидского мирного договора с Израилем. Это побудило Давуда подать апелляцию в Партийный суд. Дело оставалось в тупике до 1988 года, когда Высший конституционный суд постановил, что Арабская демократическая насеристская партия является законной, несмотря на возражения правительства. Давуд остался генеральным секретарём, но официально партия не была провозглашена до 1992 года. Юридические победы Давуда открыли дверь для многих других активистов оппозиции, чтобы добиваться дополнительных прав в судах.
На выборах в Народное собрание 1995 и 2000 годов АДНП была единственной партией, которая была легализована после 1990 года (всего их было десять) и получила какие-либо места. В 1995 году партия получила два места, а в 2000 году  — три места. Однако партия не смогла получить ни одного места на выборах 2005 и 2010 годов из-за внутренних разногласий, низкого уровня финансирования, финансового давления и преследований со стороны правительства. В 2007 — 2008 годах возникли трения между Давудом и партийным деятелем Самехом Ашуром, когда последний попытался сместить Давуда с поста генерального секретаря. Давуд ушёл из руководства партии в ноябре 2010 года по состоянию здоровья. Хотя он делегировал Ашура в качестве лидера партии, Давуда сменил Амхед Хасан, что привело к дальнейшим расколам в АДНП.